# Margento
Margento es un centro poblado del municipio de Caucasia y uno de los primeros en el departamento de Antioquia en Colombia. Fue fundado después de Cáceres hace más de 437 años por Gaspar de Rodas.

## Historia
El territorio donde hoy se ubica Margento habitaban ya desde hace 3.000 a 4.000 años los Zenues, más exactamente el reino Zenufaná. Mucho hallazgos de vestigios lítico y cerámicos dan cuenta de la actividad de esta cultura ancestral que interactuaba con Emberas y Nutabes. Igor Rodríguez, estudiante de Gestión Cultural en la Universidad de Antioquia, investigador y aficionado a la arqueología, ha rescatado y catalogado más de 300 vestigios arqueológicos (fragmentos en su mayoría) en el barrio Villa Arabia de Caucasia, llevó muestras de hachas construidas en piedra al museo de la Universidad, los antropólogos coinciden en decir que fueron hechos por la cultura Zenú. 
Se cree que los conquistadores en su camino a Cáceres pernoctaban a la orilla del río Cauca en la margen izquierda aguas abajo, en la historia de Gaspar de Rodas no hay referencias a su fundación. En la oralidad se establece que el sitio fue llamado "Purgatorio" debido a lo inhóspito, Dario Cobos Afirma que "Purgatorio" se ubicó cerca a la desembocadura de la quebrada Cascajo donde se podía hasta hace unos 30 años ver unas palmas de vino y algunas ruinas a la orilla del río.
Margento posteriormente se formó en el sitio donde se estableció una viña para los recolectores de oro, en el viejo camino que de Cáceres conducía a la San Antonio de Bermejal (Nechí). Fue fundada como fracción de la provincia de Cáceres y perteneció a Nechí hacia 1650. En 1912 se elevó a la categoría de parroquia en 1912, formó parte del Departamento de Antioquia y de la provincia de Cáceres, cuya capital fue Santa Fe de Antioquia y Cáceres respectivamente. Esta fracción no llegó a operar y en 1918, se creó como inspección de Policía suprimida luego y restablecida nuevamente en 1942. Ese mismo año se había erigido como centro poblado de Caucasia, entre las aguas de los ríos Cauca, se halla el caserío cabecera de la Fracción Cacereña. 
En 1942, cuando se creó el Municipio de Caucasia se le anexó.

## Generalidades
Contaba con estación de Policía, central telefónica, inspección, telégrafo, alcantarillado, alumbrado público. Actualmente tiene la Iglesia en su tercera edificación centro de Salud, institución Educativa, Acueducto.
Su casco urbano está ubicado en la margen izquierda aguas abajo del río Cauca, desde la orilla, en los días despejados se puede apreciar la serranía de San Lucas. Se encuentra a unos 38 kilómetros aproximadamente de la cabecera urbana de municipio Caucasia, a orillas del Río Cauca y a 6 1/2 horas en carro desde la ciudad de Medellín; la vía es muy buena y pavimentada en su totalidad. 
- Fundación, 1577
- Fundador,  Gaspar de Rodas

Posee un clima Cálido .

## División territorial
Además, del centro poblado Magento. Tiene bajo su área de influencia 4 veredas: Puerto Santo, Barcelona, Risaralda, El Modelo.
Vereda Puerto Santo: a 22 km de la cabecera municipal al norte de Margento, la vía se encuentra pavimentada, sus terrenos son ondulados, la economía predominante es el maíz y cultivos de zapote. Cuenta con escuela.
Vereda Barcelona: a 12 km de la cabecera municipal, la vía se encuentra en material afirmado, sus terrenos son ondulados, la economía es la pesca y el cultivo de arroz, cítricos. Cuenta con escuela, caseta comunal.

## Economía
Pesca y Agricultura

## Vías de comunicación
Se comunica por carretera destapada con los municipios de 
Caucasia y Nechí.
Y por medio fluvial con los municipios de Valdivia, con el municipio de Tarazá, el municipio de Cáceres y el centro poblado Guarumo.

## Sitios de interés
- Paisajes de fincas agricultoras y hermosas charcas.

- Bosques de gran riqueza en fauna y flora.

- Ríos de gran caudal y hermosas aguas.